# Communauté de communes du Pays Saint-Ponais
Die Communauté de communes du Pays Saint-Ponais ist ein ehemaliger französischer Gemeindeverband mit der Rechtsform einer Communauté de communes im Département Hérault in der Region Okzitanien. Sie wurde am 27. Dezember 1994 gegründet und umfasste neun Gemeinden. Der Verwaltungssitz befand sich im Ort Saint-Pons-de-Thomières.

## Historische Entwicklung
Mit Wirkung vom 1. Januar 2017 fusionierte der Gemeindeverband mit 
- Communauté de communes le Minervois und
- Communauté de communes Orb et Jaur

und bildete so die Nachfolgeorganisation Communauté de communes Minervois Saint-Ponais Orb-Jaur.

## Ehemalige Mitgliedsgemeinden
1. Boisset
2. Courniou
3. Pardailhan
4. Rieussec
5. Riols
6. Saint-Jean-de-Minervois
7. Saint-Pons-de-Thomières
8. Vélieux
9. Verreries-de-Moussans